# VVOB
VVOB - education for development (voorheen "Vlaamse Vereniging voor Ontwikkelingssamenwerking en technische Bijstand") is een vereniging zonder winstoogmerk (vzw) en werd in 1982 opgericht. In opdracht van de Vlaamse en Belgische overheid dragen ze bij aan de kwaliteitsverbetering van het onderwijs in ontwikkelingslanden. 
De kerntaak van VVOB is technische bijstand verlenen in projecten en programma's die in ontwikkelingsgebieden in Afrika, Azië en Latijns-Amerika in medebeheer uitgevoerd worden. Dit doen ze met fondsen van de Belgische en van de Vlaamse overheid en verschillende andere donoren.
Het hoofdkantoor van VVOB vzw bevindt zich in Brussel, België. In 2019 is VVOB actief in Cambodja, de Democratische Republiek Congo, Ecuador, Rwanda, Suriname, Uganda, Vietnam, Zambia en Zuid-Afrika.